# محمد هاشم اکبریانی
محمد هاشم اکبریانی (MOHAMMADHASHEM AKBARIANI) نویسنده، پژوهشگر، روزنامه‌نگار، شاعر و فعال فرهنگی ایرانی است. او بنیانگذار جایزه شعر خبرنگاران، سرپرست و سر ویراستار دو مجموعه تاریخ شفاهی ادبیات ایران و مجموعه تاریخ شفاهی نشر ایران است. عضویت در انجمن صنفی داستان‌نویسان تهران از دیگر نقش‌ها و فعالیت‌های اوست. او تاکنون نامزد جایزه ادبی واو همچنین جایزه کتاب فصل و جایزه نوفه شده است. 
 

## زندگی‌نامه
محمد هاشم اکبریانی متولد ۱۳۴۴ در بجنورد و دانش‌آموخته علوم سیاسی در دانشکده حقوق و علوم سیاسی دانشگاه تهران است. او فعالیت روزنامه‌نگاری را از نیمه دهه شصت آغاز کرده است و به عنوان خبرنگار، گزارشگر، مدیر گروه فرهنگی و معاون سردبیر با نشریه‌های کارگزاران، همشهری، جامعه نو و… همکاری کرده است. به قلم این نویسنده بیش از ۲۵ کتاب در حوزه‌های ادبیات داستانی، شعر، تاریخ شفاهی و نقد ادبی منتشر شده است.

## روزنامه‌نگاری
این نویسنده فعالیت روزنامه‌نگاری را از دهه شصت آغاز کرد. بازنشسته مؤسسه مطبوعاتی همشهری است. همکاری‌اش را با این روزنامه آبان‌ماه ۱۳۷۳ به عنوان خبرنگار فرهنگی آغاز کرد و تا سال ۱۳۹۷ که از این روزنامه بازنشسته شد. به عنوان دبیر صفحه‌های ادب و هنر و عضو شورای سردبیری روزنامه و معاون سردبیر همکاری کرد. از دیگر مسئولیت‌های او می‌توان به عضویت در شورای سردبیری روزنامه جامعه فردا، دبیری، سرویس سیاسی روزنامه آفتاب امروز، دبیر تحریریه هفته نامه کتاب هفته، معاون سردبیر و نویسنده ماهنامه فرهنگ توسعه اشاره کرد. همچنین با نشریه‌های صبح امروز، ماهنامه کیان، شرق، بنیان، ماهنامه مهرنامه، ماهنامه تجربه، هفته نامه آسمان، روزنامه سلام به عنوان مقاله‌نویس همکاری کرده است. از جمله گفتگوهای او با چهره‌هایی ماند عبدالکریم سروش، حسن یوسفی اشکوری، عزت‌الله سحابی، فریبرز رئیس دانا و سعید حجاریان در نشریه فرهنگ توسعه اشاره کرد. همچنین گفتگوهایی را با منوچهر آتشی، حسین عظیمی، محمود سریع‌القلم، موسی غنی‌نژاد، ژاله شادی‌طلب، تقی آزاد ارمکی و… در روزنامه همشهری انجام داده است.

### آثار داستانی
- مجموعه داستان کاش به کوچه نمی‌رسیدم نشر چشمه چاپ دوم رسیده است. این اثر نامزد جایزه «کتاب فصل» شد و نویسنده اثر در پی اعتراض‌های سال ۱۳۸۸ از حضور در این رقابت انصراف داد.[۱۴][۱۵][۱۶]
- رمان باید بروم در نشر چشمه چاپ و نامزد نهایی جایزه داستان متفاوت «واو» شد.[۱۷][۱۸]
- مجموعه داستان آرامبخش می‌خواهم نشر افکار[۱۹]
- داستان بلند عذاب ابدی نشر ثالث
- رمان زندگی همین است نشر چشمه نامزد نهایی جایزه داستان متفاوت واو شد.[۲۰][۲۱]
- رمان عصب کشی نشر چشمه چاپ نامزد نهایی جایزه نوفه شد.[۲۲]
- مجموعه داستان هذیان نشر چشمه.
- رمان اندوه من نشر نیماژ[۲۳]
- رمان غریبانه می‌میرند نشر ثالث[۲۴]
- مجموعه داستان جور دیگر جهان نشر نیماژ[۲۴]

### شعر
- نیم‌غبار دلخوشی نشر آمیتیس
- نیست تا نیست نشر ثالث
- مثل کافه‌ای متروک نشر آمیتیس

### تاریخ شفاهی ادبیات ایران
در مجموعه تاریخ شفاهی به سرویراستاری و سرپرستی این نویسنده و پژوهشگر با همکاری جمعی از نویسندگان و روزنامه‌نگاران انجام شد. در ادامه به کتاب‌های و گفتگو کنندگان این مجموعه فهرست می‌شود.
- شمس لنگرودی گفتگو و تدوین کیوان باژن
- عبدالعلی دست‌غیبگفتگو و تدوین عبدالله مدنی
- هوشنگ گلشیری گفتگو و تدوین مریم طاهری مجد
- صادق هدایت گفتگو و تدوین مریم السادات گوشه
- محمود مشرف آزاد تهرانی گفتگو و تدوین اردوان امیری‌نژاد
- محمدعلی سپانلوگفتگو و تدوین محسن فرجی و اردوان امیری‌نژاد
- لیلی گلستان گفتگو و تدوین پژمان فیروز بخش
- ضیا موحد گفتگو و تدوین اردوان امیری نژاد
- مهدی غبرایی گفتگو و تدوین کیوان باژن
- صمد بهرنگی گفتگو و تدوین کیوان باژن
- علی باباچاهی گفتگو و تدوین عبدالله مدنی
- عمران صلاحی گفتگو و تدوین کیوان باژن
- جواد مجابی گفتگو و تدوین علی شروقی
- سیمین بهبهانی گفتگو و تدوین محمدهاشم اکبریانی
- نصرت رحمانی گفتگو و تدوین مهدی آورند

کتاب‌های در دست انتشار از مجموعه تاریخ شفاهی
- غلامحسین ساعدی گفتگو و تدوین مهدی آورند
- منوچهر آتشی گفتگو و تدوین میثم ارشدی منوچهر آتشی در نیمه‌های گفتگو فوت کرد و گفتگویش نیمه‌تمام منتشر می‌شود.
- مهدی سحابی گفتگو و تدوین حدیث نبی‌زاده او در نیمه راه فوت کرد و کتابش نیمه‌تمام منتشر می‌شود)
- زین‌العابدین مؤتمن گفتگو و تدوین پژمان فیروز بخش
- فرخ تمیمی گفتگو و تدوین پژمان فیروز بخش نیز در نیمه راه گفتگو تمیمی درگذشت و کتاب نیمه‌تمام منتشر می‌شود.

### تاریخ شفاهی نشر
تاریخ شفاهی نشر با سرمایه‌گذاری خانه کتاب و حمایت مالی این مؤسسه در موضوع‌های مختلف نشر تدوین شده است از این مجموعه عناوین زیر تدوین و منتشر شده است. از این مجموعه همه گفتگوهای و تدوین مجموعه توسط محمدهاشم اکبریانی انجام شده است.
- ویرایش (جلد اول)
- ویرایش (جلد دوم)
- حقوق نشر
- چاپ و حروفچینی
- کتابفروشی
- پخش کتاب
- «طراحی» گفتگو ایمان مهدی‌زاده

### تاریخ شفاهی پزشکی
- گفت‌وگو با مینو محرز[۲۵]
- کتاب دریغا که عمر سفر کوتاه است گفت‌وگو با احمد جلیلی (پزشک)[۲۶]

نقد و پژوهش ادبی
- کتاب ایدئولوژی و ادبیات انتشارات مروارید

## جوایز ادبی
محمدهاشم اکبریانی برای آثار متعددی نامزد و تقدیر شده رقابت‌های ادبی ملی است. از جمله می‌توان به عناوین زیر اشاره کرد.
- اندوه من اثر شایسته تقدیر در یازدهمین دوره جایزه ادبی هفت اقلیم[۵]
- رمان باید بروم نامزد نهایی جایزه داستان متفاوت «واو»[۶]
- رمان زندگی همین است نامزد نهایی جایزه داستان متفاوت «واو»[۲۷]
- رمان عصب کشی نامزد نهایی جایزه نوفه[۷]

## ترجمه آثار
برخی از آثار این نویسنده به زبان‌های دیگر ترجمه شده است.
- زندگی همین است با عنوان That's life به انگلیسی ترجمه شده است
- همچنین در کتابی با عنوان مجموعه داستان ایرانی، آثاری از او به ترکی ترجمه و در ترکیه منتشر شده است.[۲۸]

## دیگر فعالیت‌ها
محمد هاشم اکبریانی در حوزه فعالیت‌های ادبی و فرهنگی نیز کوشا بوده است.
- بنیانگذار و دبیر شش دوره نخست جایزه شعر خبرنگاران است.
- همچنین او اواخر دهه نود عضو هیئت مدیره انجمن صنفی داستان نویسان تهران بوده است.[۲۹]
- داوری در رقابت‌های مختلف ادبی نیز از دیگر فعالیت‌های این نویسنده و پژوهشگر و فعال فرهنگی است.
- بنیانگذار و دبیر ادبی جایزه ادبی ما[۳۰]